# Портрет княгини Ольги Орловой
Портрет княгини Ольги Константиновны Орловой — картина русского художника Валентина Серова, одна из его последних законченных работ, написанная в 1909—1911 годах. С 1912 года находится в собраниях Русского музея в Санкт-Петербурге (инв. Ж-4289); подготовительные набросок и эскиз — в Третьяковской галерее в Москве. Техника исполнения произведения — масляная живопись на дереве, размер — 237,5 на 160 см.

## Модель
На картине изображена княгиня Ольга Константиновна Орлова (1872—1923), урождённая княжна Белосельская-Белозерская, дочь князя Константина Эсперовича Белосельского-Белозерского и его жены Надежды Дмитриевны, урождённой Скобелевой (1847—1920) — родной сестры героя войны 1877—1878 годов.
С 1894 года — жена начальника Военно-походной канцелярии, генерал-майора князя Владимира Николаевича Орлова. Развелись в 1918 году. Сын, Николай Владимирович Орлов (1891—1961), с 12 апреля 1917 года женат на княжне императорской крови Надежде Петровне, правнучке Николая I.
В эмиграции с апреля 1919 года. Жила во Франции.
По словам современников, «самая элегантная женщина Петербурга», «первейшая при дворе дама». Княгиня была одной из наиболее заметных светских дам столицы.
Александр Бенуа писал о ней: «Она была особой „милой“, любезной, добродушной, но не особенно „содержательной“. Она знала толк в нарядах, которые всегда (и несмотря на своё парижское происхождение) отличались какой-либо, иногда и очень смелой оригинальностью. В этом причина, почему именно она пользовалась большим фавором среди художников.»
Кроме написанного Серовым портрета, известны два других изображения княгини Ольги Константиновны, оба также в Русском музее: работы Льва Бакста (1909) и Савелия Сорина (1917).

## История создания

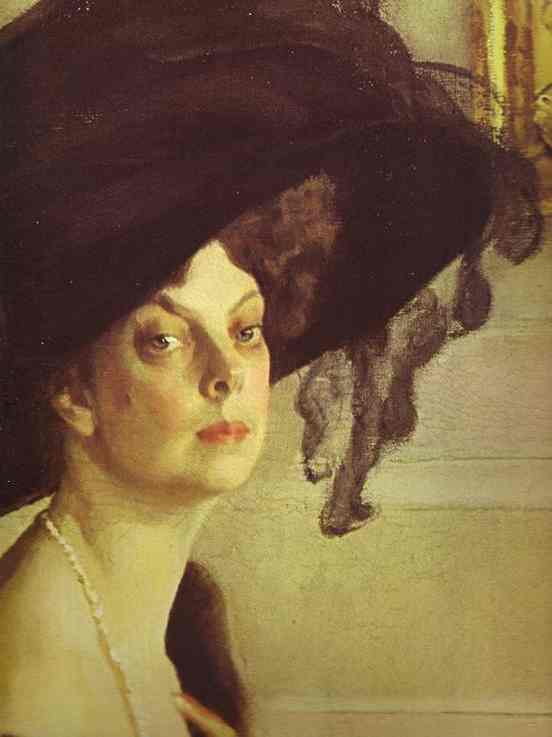
Портрет княгини Ольги Орловой. Фрагмент

В 1909 году Валентин Серов получил заказ, приступил к работе над портретом княгини Орловой, который закончил в 1911 г. Княгиня позировала ему в своём особняке на набережной реки Мойки, 90.
Серов стремился создать современную по духу картину, оставаясь в рамках традиционного парадного портрета. Картина писалась с большими перерывами на протяжении 1910—1911 годов практически одновременно с совсем непохожим на неё портретом Иды Рубинштейн, что говорит о разнонаправленности творческих поисков художника. Произведение выполнено с утончённой живописной техникой, оно не лишено иронии и даже насмешки. Княгиня Ольга Константиновна изображена в необычной, изломанной позе, напоминающей портреты Джованни Больдини: огромная, непропорционально большая шляпа, обнажённые плечи, соболий палантин, руки, сжимающие жемчужное ожерелье, выставленная лакированная туфля придают образу вычурное изящество.

Сам художник остался доволен своим произведением, что случалось с ним весьма редко. Отношение современников к портрету княгини было противоречивым. Одни восхищались высоким стилем картины, талантом и мастерством Серова. Другие отмечали бескомпромиссность взгляда художника на заказчицу и подозревали его в сарказме. Валерий Брюсов писал: 
Портреты Серова – всегда суд над современниками… Собрание этих портретов сохранит будущим поколениям всю безотрадную правду о людях нашего времени.
Князь Сергей Щербатов замечал:

«Воспеть» женщину, подобно великим итальянцам, ставившим её на некий художественный пьедестал, не впадая при этом в пошлую идеализацию некоторых портретистов, модель «подсахаривающих»… Серов не умел. Какой там сахар Серова, лишь бы горчицы не подложил! Как было не использовать исключительно нарядный облик княгини Ольги Орловой, первой модницы Петербурга, тратившей на роскошные туалеты огромные средства и ими славившейся? Что бы сделали из неё Тициан, Веронезе… и что же у Серова? Чёрная шляпа, чёрное платье, но главное — поза: вместо того, чтобы подчеркнуть высокую стройную фигуру, Серов посадил княгиню Орлову на такое низкое сиденье, что колени на портрете были выпячены вперёд. Голова была написана прекрасно."— .
Картина с успехом выставлялась в персональном зале Серова на международной выставке в Риме в 1911 году.
Портрет сразу стал известным, и многие собрания жестко соперничали между собой за право его приобрести. Княгиня Орлова в письмах называет произведение Серова шедевром, только под общественным давлением она согласилась передать свой портрет в собрание Русского музея Александра III. Об этом портрете Серов писал графу Дмитрию Толстому (в описанный период — директору Эрмитажа и по совместительству временно исполняющему обязанности управляющего Русским музеем) в письме от 4 ноября 1911 г. — «Вы говорили при мне княгине Орловой, чтобы она уступила свой портрет (моей работы) в музей Александра Третьего. Не знаю, что она Вам на это ответила, но после спросила меня — как к этому отношусь, — кажется, ответил я так, — хотите, отдавайте, а пожалуй, и не отдавайте, или что-то в этом роде. Теперь же я знаю — желают Боткин и Остроухов получить этот портрет в галерею в Москве. Александра Павловна Боткина (дочь Павла Михайловича Третьякова — прим. ред.) обращалась к княгине Орловой с просьбой отдать портрет в Третьяковскую галерею, и получила будто б от неё согласие, причём княгиня упомянула о данном будто бы Вам согласии раньше.» Придворные связи оказались сильнее, и княгиня подарила портрет императорскому собранию.